# الجنب (نجم)
بالإنكليزية Gamma Pegasi والاسم التقليدي له Algenib مشتق من الاسم العربي وهو نجم في كوكبة الفرس الأعظم
الجَنْب نجم متغير بحيث بتغير لمعانه بسبب تغير نبضات سطحه وهو يقع على الجانب الأيسر من الكوكبة ويتغير القدر الظاهري له بين +2.78 إلى +2.89 في فترة 3.6 ساعة. يبعد عن الأرض مسافة 335 سنة ضوئية وينتمي إلى الفئة الطيفية B2 وضياءه الكلي يساوي 4000 ضعف من ضياء الشمس وكتلته تساوي من 7 إلى 10 أضعاف كتلة الشمس .